# Wadzim Dziemidowicz
Wadzim Dziemidowicz (biał. Вадзім Дземідовіч; ur. 20 września 1985 w Brześciu) – białoruski piłkarz, występujący na pozycji pomocnika.

## Kariera klubowa
| Sezon | Klub                   | Kraj     | Rozgrywki        | Mecze | Bramki |
| ----- | ---------------------- | -------- | ---------------- | ----- | ------ |
| 2003  | Dynama Brześć          | Białoruś | Wyszejszaja liha | 0     | 0      |
| 2004  | Dynama Brześć          | Białoruś | Wyszejszaja liha | 1     | 0      |
| 2005  | Dynama Brześć          | Białoruś | Wyszejszaja liha | 4     | 1      |
| 2006  | Dynama Brześć          | Białoruś | Wyszejszaja liha | 17    | 1      |
| 2007  | Dynama Brześć          | Białoruś | Wyszejszaja liha | 15    | 0      |
| 2008  | Dynama Brześć          | Białoruś | Wyszejszaja liha | 12    | 0      |
| 2009  | Dynama Brześć          | Białoruś | Wyszejszaja liha | 13    | 2      |
| 2010  | Nioman Grodno          | Białoruś | Wyszejszaja liha | 29    | 5      |
| 2011  | Nioman Grodno          | Białoruś | Wyszejszaja liha | 31    | 5      |
| 2012  | FK Homel               | Białoruś | Wyszejszaja liha | 13    | 2      |
| 2012  | Tarpeda-BiełAZ Żodzino | Białoruś | Wyszejszaja liha | 5     | 0      |
| 2013  | Biełszyna Bobrujsk     | Białoruś | Wyszejszaja liha | 22    | 6      |